# Barbara Ehrenreich
Barbara Ehrenreich, född 26 augusti 1941 i Butte, Montana, död 1 september 2022 i Alexandria, Virginia, var en amerikansk journalist, författare och politisk aktivist. Hon var hedersordförande i Democratic Socialists of America.
Ehrenreich studerade fysik på Reed College och tog examen 1963. 1968 doktorerade hon i cellbiologi vid Rockfeller University. Under sin tid vid universitetet blev Ehrenreich engagerad i fredsrörelsen och mot kriget i Vietnam. Genom sitt arbete för förbättrad sjukvård för fattiga i New York kom Ehrenreich i kontakt med journalistik. Under en fredskampanj i New York träffade hon sin första make, John Ehrenreich. De fick två barn. När Ehrenreichs första barn föddes började hon intressera sig för jämställdhetsfrågor. Hon kom att arbeta mer och mer för förbättrad hälsovård och hälsoinformation för kvinnor, och så småningom också med arbetsrättsfrågor. 1983 skilde sig Ehrenreich från sin man John och gifte om sig två gånger till som också slutade i skilsmässor.
Mellan 1991 och 1997 var Barbara Ehrenreich kolumnist för magasinet Time. Hon har även skrivit för bland annat New York Times, Mother Jones, The Atlantic Monthly och Ms. 1998 utnämndes hon till "Humanist of the Year" av American Humanist Association. 1998 och 2000 undervisade hon i essäskrivande på Graduate School of Journalism vid University of California, Berkeley. 2004 var Ehrenreich gästkolumnist på New York Times under en månad medan den ordinarie kolumnisten Thomas Friedman hade ledigt. Hon blev sedan erbjuden att stanna kvar som ordinarie kolumnist, men avböjde eftersom hon ville ägna sig åt mer långvariga projekt, som att skriva böcker.
Av Barbara Ehrenreichs många böcker har hittills fem översatts till svenska, bland dem Barskrapad: konsten att hanka sig fram (2002) och Gilla läget: Hur allt gick åt helvete med positivt tänkande (2010).

## Uppväxt & yngre år
Ehrenreich föddes Barbara Alexander till Isabelle Oxley och Ben Howes Alexander i Butte, Montana, som hon beskriver som att då vara "en myllrande, bråkig, arbetargruvstad" . I en intervju på C-SPAN beskrev hon sina föräldrar som "starka fackliga personer" med två familjeregler: "korsa aldrig en blockad och rösta aldrig republikanskt" . Under en föreläsning som hon gav under 1999, kallas Ehrenreich själv en "fjärde generationens ateist".
"Som liten flicka", sa hon till New York Times 1993, "gick jag till skolan och var tvungen att bestämma om mina föräldrar var de onda människor de talade om, en del av den röda faran som vi läste om i Weekly Reader. Bara för att min mamma var en liberal demokrat som alltid skulle tala om raslig orättvisa." Hennes far var koppargruvarbetare som läste vid Montana State School of Mines (numera en del av universitetet i Montana), och därefter vid Carnegie Mellon University. Han blev så småningom en ledande befattningshavare på Gillette Corporation. Hennes föräldrar skilde sig senare.
Ehrenreich studerade kemi vid Reed College, och tog examen 1963. Hennes uppsats hade titeln "Electrochemical oscillations of the silicon anode". År 1968 erhöll hon en doktorstitel i cellulär immunologi från Rockefeller University.
År 1970 födde Ehrenreich sin dotter Rosa vid en offentlig klinik i New York. "Jag var den enda vita patienten på kliniken", berättade hon för The Globe and Mail år 1987. "De påskyndade förlossningen eftersom det var sent på kvällen och läkaren ville åka hem. Jag var rasande. Upplevelsen gjorde mig till feminist."

## Karriär
Efter sin doktorsexamen fortsatte inte Ehrenreich en karriär inom akademin. Istället arbetade hon först som analytiker, vid budget- och förvaltningsstyrningsbyrån i New York och det hälsopolitiska rådgivningsbyrån. Hon arbetade senare som biträdande professor vid State University of New York. År 1972 började Ehrenreich dela undervisning i en kurs om kvinnor och hälsa tillsammans med feministiska journalisten och akademikern Deirdre English. Under resten av sjuttiotalet arbetade Ehrenreich mestadels med hälsorelaterad forskning, opinionsbildning och aktivism, inklusive att tillsammans med English skriva flera feministiska böcker och broschyrer om historia och politik kring kvinnors hälsa. Under denna period föreläste hon ofta på konferenser organiserade av vårdcentraler för kvinnor och kvinnogrupper, universitet och Förenta staternas regering. Hon talade också regelbundet om socialistisk feminism och feminism i allmänhet.
Under hela sin karriär har Ehrenreich arbetat som frilansskribent, och hon är mest känd för sin facklitterära reportage, bokrecensioner och sociala kommentarer. Hennes recensioner har publicerats i The New York Times Book Review, The Washington Post, The Atlantic Monthly, Mother Jones, The Nation, The New Republic, the Los Angeles Times Book Review supplement, Vogue, Salon.com, TV Guide, Mirabella och American Film. Hennes essäer, debattartiklar och andra artiklar har publicerats i Harper's Magazine, The New York Times, The New York Times Magazine, Time, The Wall Street Journal, Life, Mother Jones, Ms., The Nation, The New Republic, the New Statesman, In These Times, The Progressive, Working Woman, och Z magazine.
Ehrenreich har fungerat som grundare, rådgivare eller styrelsemedlem i flera organisationer, däribland U.S. National Women's Health Network, National Abortion Rights Action League, National Mental Health Consumers' Self-Help Clearinghouse, Nationwide Women's Program of the American Friends Service Committee, den Brooklynbaserade Association for Union Democracy, den politiska aktivisten Robert Boehms Boehm Foundation, anti-fattigdomsgruppen Women's Committee of 100, National Writers Union, The Progressive magazine's Progressive Media Project, Fairness and Accuracy In Reporting (FAIR) rådgivningskommitté för kvinnor i media, National Organization for the Reform of Marijuana Laws, Center for Popular Economics, och Campaign for America's Future.
Mellan 1979 och 1981 tjänstgjorde hon som adjungerad docent vid New York University och som gästprofessor vid University of Missouri i Columbia och vid Sangamon State University. Hon föreläste vid University of California i Santa Barbara, var en writer-in-residence vid Ohio State University, Wayne Morses stol vid University of Oregon, en teaching fellow vid fakulteten i journalistik vid University of California i Berkeley. Hon har varit fellow vid New York institutet för humanism, John Simon Guggenheim Memorial Foundation, Institute for Policy Studies, och den New York-baserade Society of American Historians.
År 2006 grundade Ehrenreich United Professionals, en organisation som beskrivs som "en ideell, opolitisk medlemsorganisation för tjänstemän, oavsett yrke eller anställningsform. Vi når ut till alla arbetslösa, undersysselsatta och ängsliga arbetstagare – personer som köpte den amerikanska drömmen om att utbildning och betyg kan leda till ett tryggt medelklassliv, men som nu finner sina liv splittrade av krafter bortom deras kontroll."
Ehrenreich innehar idag ett hedersuppdrag som vice ordförande för Democratic Socialists of America. Hon sitter även i NORML:s styrelse, Institutet för Policy Studies styrelse och i redaktionsrådet för The Nation. Hon har suttit i redaktionen för Social Policy, Ms, Mother Jones, Seven Days, Lear, The New Press, och Culturefront, och som en bidragande redaktör för Harpers.

## Utmärkelser
År 1980 delade Ehrenreich National Magazine Award för enastående rapportering med kollegor på Mother Jones magazine för artikeln The Corporate Crime of the Century, om "vad som händer efter den amerikanska regeringen tvingar en farlig drog, bekämpningsmedel eller annan produkt av den inhemska marknaden, då tillverkaren säljer samma produkt, ofta med direkt stöd av utrikesdepartementet, i resten av världen " . 
År 1998 utsågs hon till "Humanist of the Year" av American Humanist Association.
År 2000 fick hon Sidney Hillman Award för journalistik för Harpers artikel "Nickel and Dimed", som senare publicerades som ett kapitel i sin bok med samma titel.
År 2002 vann hon en National Magazine Award för sin essä "Välkommen till Cancerland: En mammografi leder till en kult av rosa kitsch", som beskriver Ehrenreichs egen erfarenhet att diagnostiseras med bröstcancer, och beskriver vad hon kallar den "bröstcancerkult ", som "fungerar som en medbrottsling i global förgiftning - normalisera cancer, gör det sötare och till och med, perverst, presentera det som en positiv och avundsvärd upplevelse".
År 2004 fick hon Puffin / Nation Prize for Creative Citizenship,  vilket tilldelas gemensamt av Puffin Foundation i New Jersey och The Nation Institute till en amerikan som utmanar status quo "genom ett särskiljande, modigt, fantasifullt, socialt ansvarsfullt arbete av betydelse".
År 2007 fick hon "Freedom from Want" Medal som tilldelas av Roosevelt Institute i firandet av "de vars livsverk förkroppsligar Franklin D. Roosevelts fyra friheter".
Ehrenreich har fått en utmärkelse från Ford Foundation för humanistiska perspektiv på dagens samhälle (1982), en Guggenheim Fellowship (1987–1988) och ett stipendium för forskning och skrivande från John D. och Catherine T. MacArthur Foundation (1995). Hon har fått hedersdoktorat från Reed College, State University of New York at Old Westbury, College of Wooster i Ohio, John Jay College, UMass Lowell och La Trobe University i Melbourne, Australien .